# تحطم طائرة توبوليف 5 تي يو 134 الموزمبيقية عام 1986
تحطمت طائرة توبوليف تي يو 134 التابعة لجمهورية موزمبيق الشعبية في 19 أكتوبر من عام 1986، وكانت تحمل على متنها الرئيس سامورا ماشيل و43 شخصًا آخر من مبالا، زامبيا إلى العاصمة الموزمبقية مابوتو في مبوزيني، جنوب أفريقيا. نجا تسعة ركاب وأحد أفراد الطاقم من الحادث، لكن الرئيس ماشيل و33 آخرين لقوا حتفهم، بمن فيهم وزراء ومسؤولون من الحكومة الموزمبيقية.
ألقى مجلس التحقيق باللوم على كابتن الطائرة لفشله في الرد على نظام تحذير الاقتراب الأرضي. ادّعى آخرون أن الطاقم قد ضبط مستقبلات (في أو آر) على تردد خاطئ ما كان السبب في تلقيهم إشارات من مطار مختلف، أو أنه قد أُنشئت منارة زائفة لاستدراج الطائرة إلى خارج مسارها. كانت هناك شكوك على نطاق واسع تدور حول تورط نظام الفصل العنصري في جنوب إفريقيا في الحادث، لكن لم يظهر أي دليل قاطع يثبت ذلك.

## التحطم

### الطائرة وطاقم الرحلة ومسارها
صُنعت الطائرة المستخدمة التي نقلت ماشيل في ذلك اليوم، المسجلة برقم سي 9- سي إيه إيه، من قبل شركة توبوليف في عام 1980 وفقًا لمواصفات موزمبيق. طارت نحو 110 ساعة طيران منذ رحلتها الأولى وخضعت لآخر فحص لها في أغسطس من عام 1984 في اتحاد الجمهوريات الاشتراكية السوفيتية. أشارت سجلات الخدمة إلى أن صيانتها قد تمت بشكل صحيح، وأظهرت البيانات التي استُردت من الصندوق الأسود، أي أن الطائرة وجميع أنظمتها تعمل بشكل طبيعي.
تألف طاقم الرحلة من خمسة أفراد هم الكابتن يوري فيكتوروفيتش نوفودران (يبلغ من العمر 48 عامًا) ومساعد الطيار إيغور بتروفيتش كارتاميشيف (29 عامًا) ومهندس الطيران فلاديمير بي. نوفوسيلوف (عمره غير معروف) والملاح أوليغ نيكولايفيتش كودرياشوف (48 عامًا) ومشغل الراديو أناتولي شولييوف (39 عامًا)، وجميعهم من موظفي الدولة في اتحاد الجمهوريات الاشتراكية السوفيتية الذين يشغلون الطائرة لصالح حكومة موزمبيق. كان لديهم خبرة جيدة في الطيران ليلًا ونهارًا في موزمبيق والهبوط في مطار مابوتو.
استقل ماشيل الطائرة في صباح يوم 19 أكتوبر في مابوتو، ووصلت الطائرة إلى مبالا في الساعة 11:00 بعد أن توقفت للتزود بالوقود في لوساكا، زامبيا. بعد حضور الاجتماع مع كاوندا ودوس سانتوس، ركب ماشيل الطائرة مجددًا مع المجموعة وغادروا مبالا في الساعة 18:38 للعودة إلى مابوتو دون توقف. كانت توقعات الطقس مواتية للرحلة، وكان الوقت المقدر للوصول هو 21:25.

### بداية الهبوط والانعطاف بدرجة 37
أجرت الرحلة أول اتصال لاسلكي لها مع المراقبة الجوية في الساعة 20:46 وأبلغت عن موقعها وعن استمرارها بالتقدم نحو منارة الملاحة في مابوتو مع الحفاظ على ارتفاع 11000 مترًا. ذاع الطاقم في الساعة 21:02، عن استعداده للهبوط، وبعد أن تلقوا تعليمات من وحدة التحكم في مابوتو عن الوصول إلى ارتفاع 3000 قدم عن مستوى سطح البحر أو بعد أن تمكنوا من رؤية أضواء المدرج في الأفق، بدأوا بالهبوط من خلال جهاز الهبوط الآلي إلى مدرج الهبوط 23.
حافظت الطائرة على مسارها المطلوب نحو مابوتو خلال الدقائق الثمانية الأولى، مع انحرافات جانبية طفيفة. ثم بدأت في الساعة 21:10 تبتعد عن مابوتو إلى اليمين، واستمرت مدة دقيقة واحدة تقريبًا ليتغير الهدف من 184 درجة مغناطيسية إلى 221 درجة. بدأ مسجل صوت قمرة القيادة في هذا الوقت بتسجيل صوت الملاح وهو يعلن أن المسافة المتبقية إلى مابوتو هي 100 كيلومتر، ثم ورد تعليق من القبطان حول المنعطف وأجاب الملاح بأن «مؤشر في أو آر يشير إلى هذا الاتجاه».
ذكر الملاح في تمام الساعة 21:15 أن المسافة إلى مابوتو كانت 60 كيلومترًا. كانت العديد من التعليقات خلال الدقائق التالية تذكر إشارة الطاقم إلى اعتقادهم أن المساعدات الملاحية في مابوتو لم تكن متاحة، ذكر القبطان أنه «لا يوجد مابوتو» و«الطاقة الكهربائية معطلة، يا رفاق!»، في حين أفاد الملاح أن جهاز الهبوط الآلي وجهاز قياس المسافة قد جرى إيقاف تشغيلهما وأن المنارات غير الاتجاهية لم تكن تعمل.